# Braamknikmos
Braamknikmos (Bryum rubens) is bladmos uit het geslacht knikmos (Bryum).

## Determinatie
Typisch voor B. rubens s.s. zijn de tamelijk kleine, bolvormige broedknollen die ondergronds vooral aan de stengelbasis en bovengronds tot hoog langs de stengel kunnen voorkomen. De broedknollen zijn roodpaars en hebben uitpuilende cellen, zodat ze lijken op de vruchten van braam en framboos. Van B. rubens s.s. komen vormen voor met melkwitte broedknollen. 

## Ecologie
Braamknikmos komt veel voor op eutrofe bodems en is waarschijnlijk de enige vertegenwoordiger van B. rubens s.l. in het rivieren-, zee- en kleigebied. Ook in akkers op de hogere zandgronden komt het veel voor.

## Verspreiding
In Nederland komt braamknikmos algemeen voor. Het staat niet op de rode lijst en is niet bedreigd.

## Fotogalerij

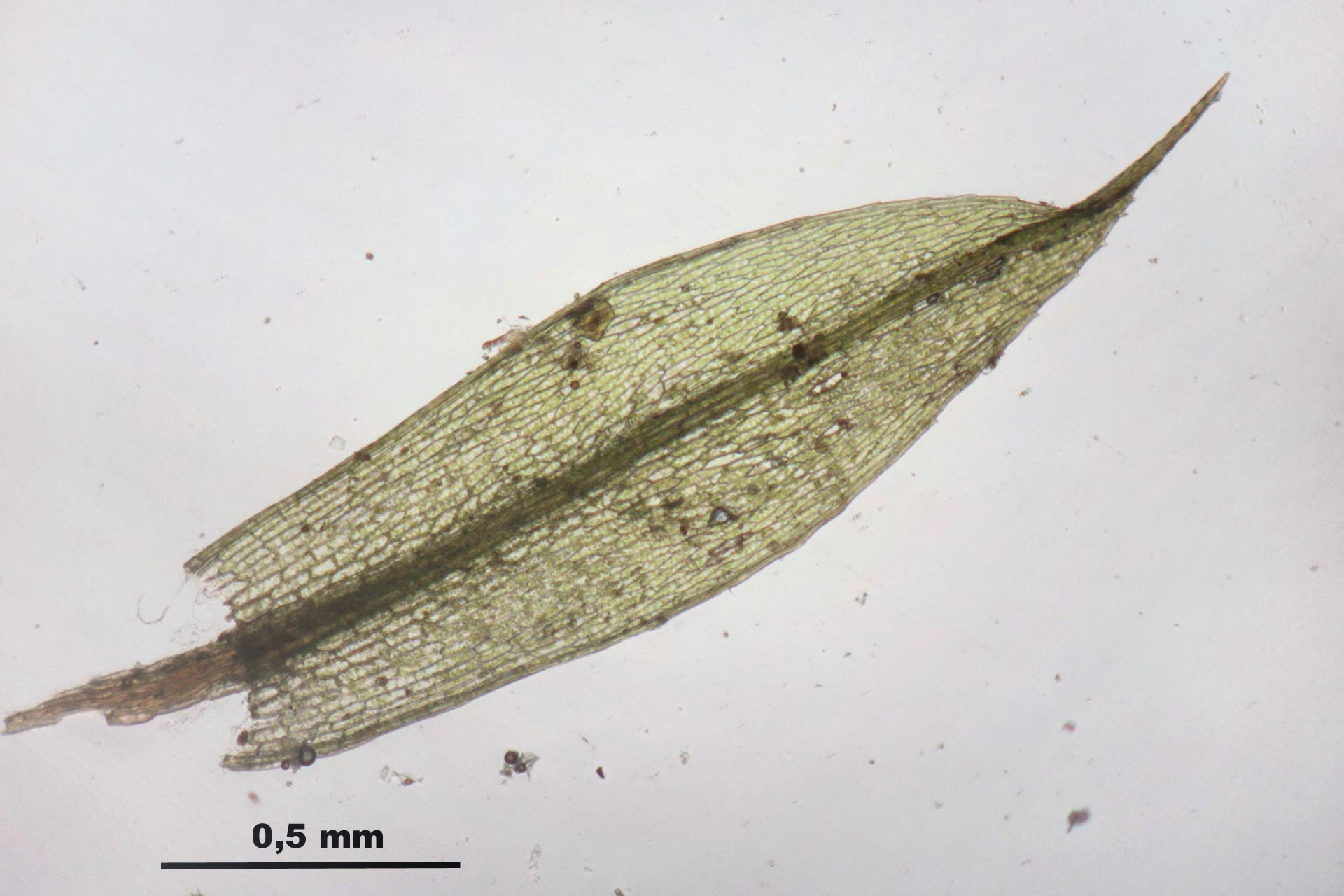
Blad
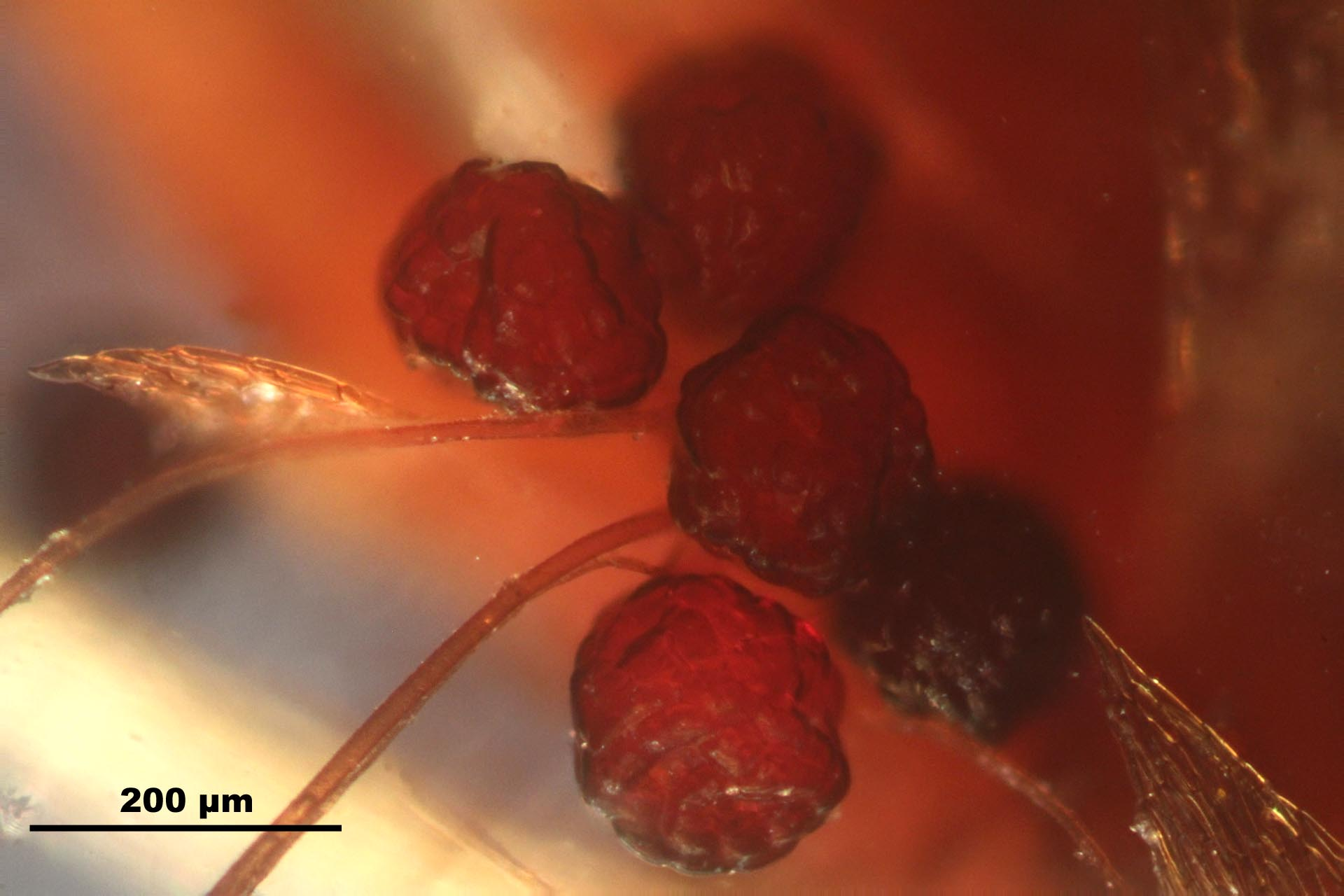
Broedlichamen
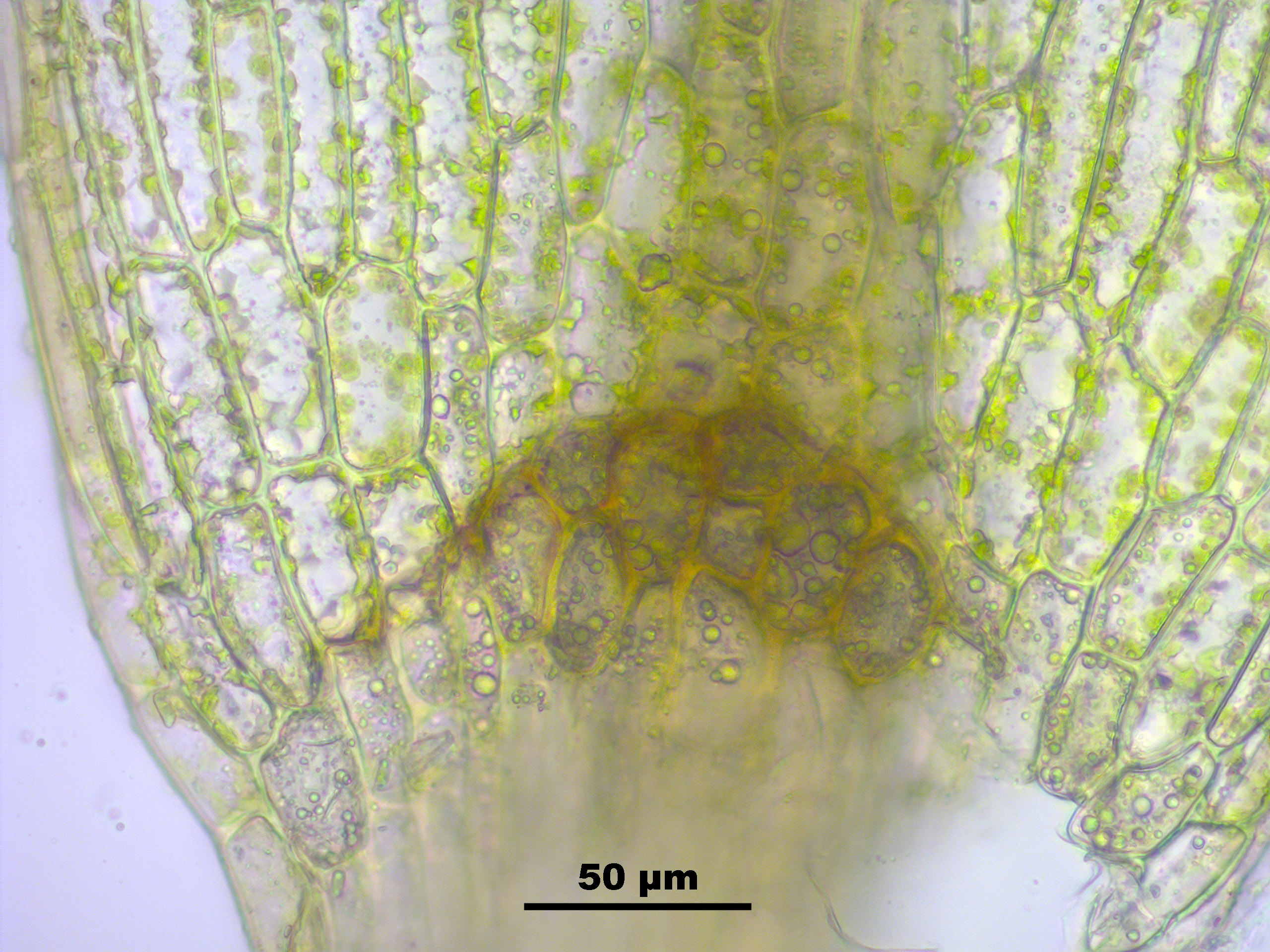
Bladcellen bladvoet
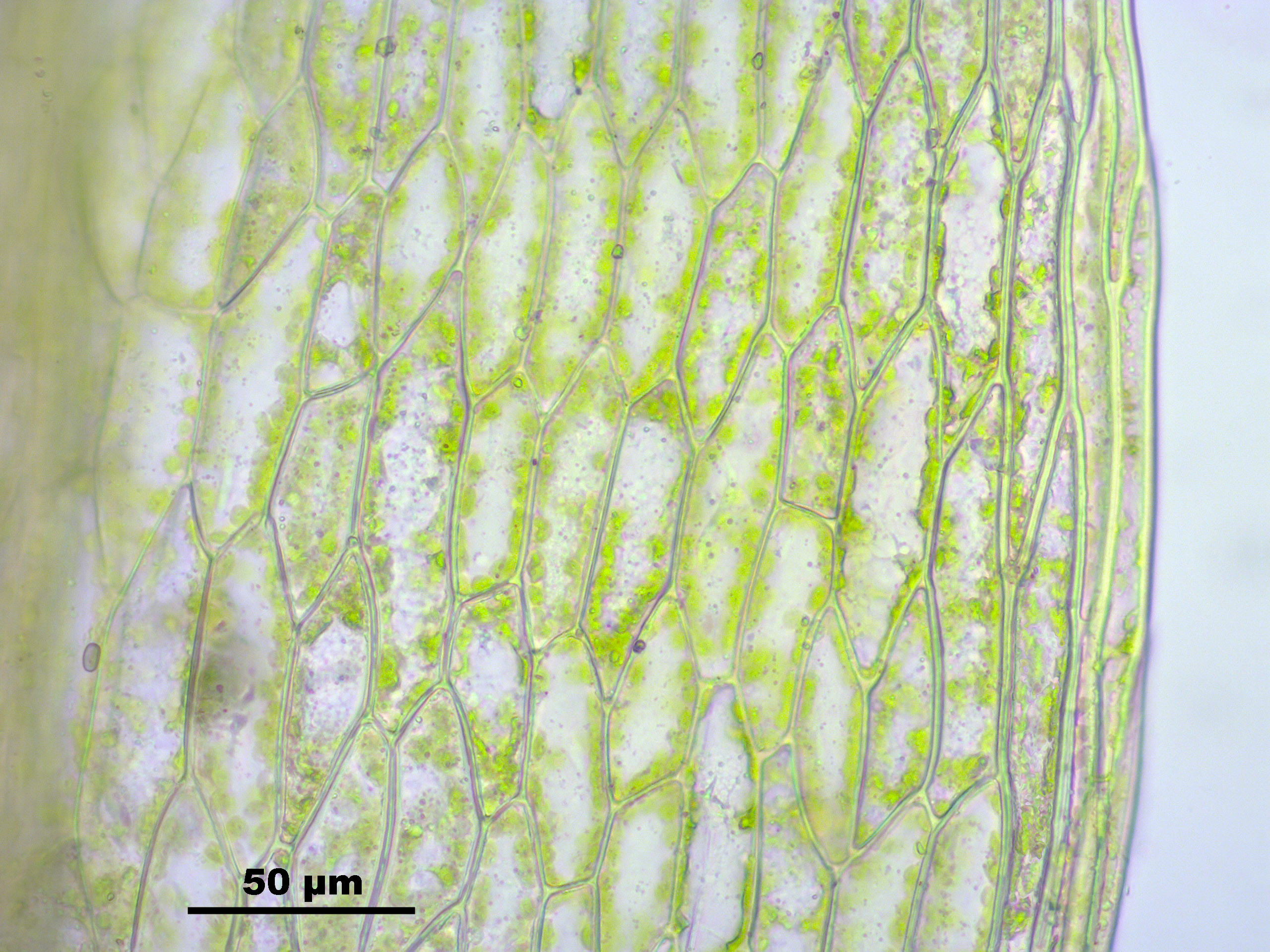
Bladcellen bladmidden
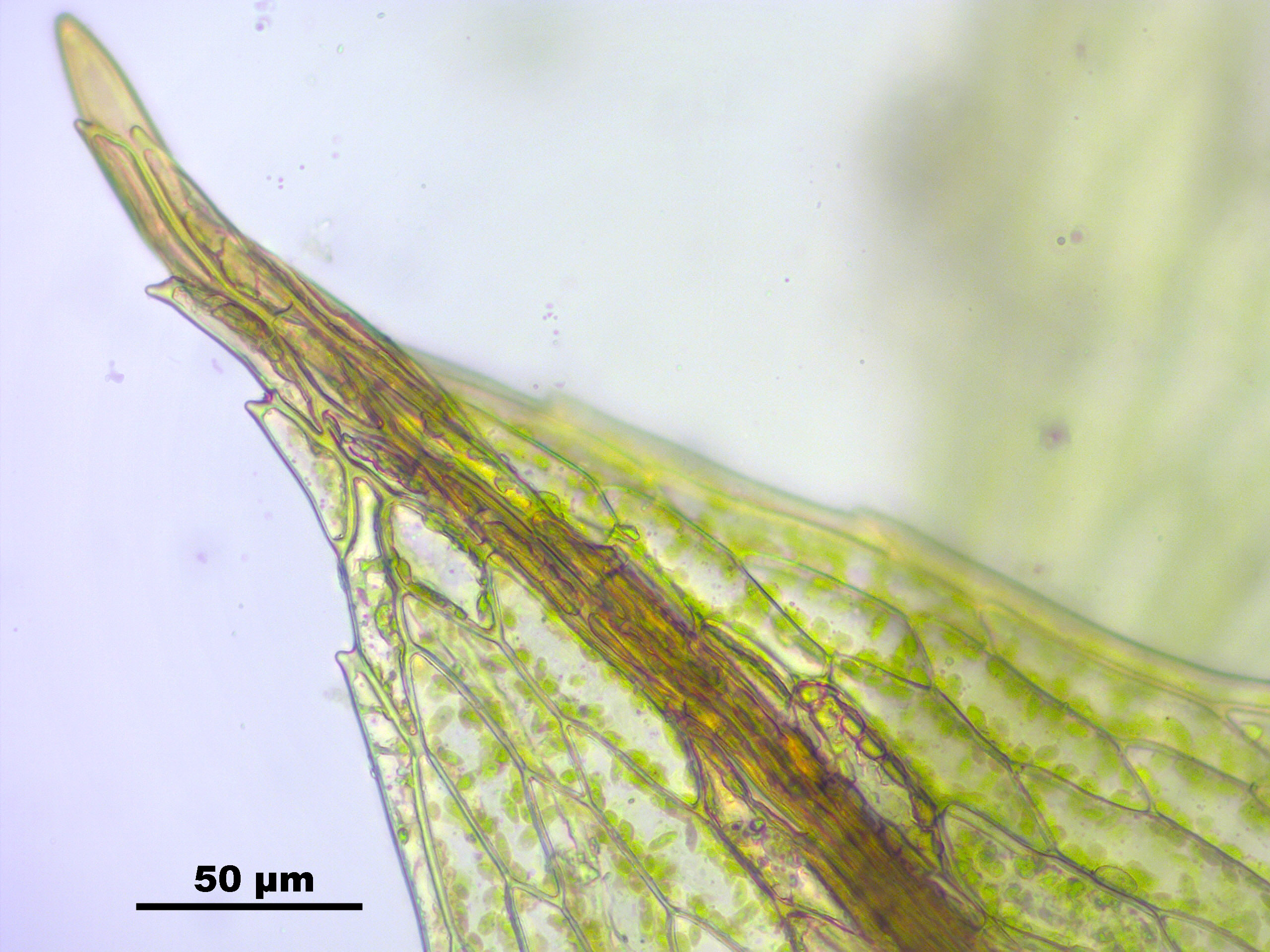
bladcellen bladpunt

## Nieuwe soort
In 2010 zijn Naturalis Biodiversity Center en de BLWG gestart met DNA-barcoding van alle Nederlandse mossen. Hieruit bleek het braamknikmos (Bryum rubens) in Nederland uit twee genetische soorten bestaat en dat deze bij nader inzien ook morfologisch te onderscheiden zijn. Na bestudering van het typenmateriaal wees vervolgens uit wat 'echte' Bryum rubens was, en dat de andere soort nieuw was voor de wetenschap.